# Tecuja Asano
Tecuja Asano (japonsko 浅野 哲也), japonski nogometaš in trener, 23. februar 1967.
Za japonsko reprezentanco je odigral 8 uradnih tekem.